# L'uomo dei ghiacci
L'uomo dei ghiacci è un film del 1984, diretto da Fred Schepisi.

## Trama
Durante una spedizione artica, l'antropologo Stanley Shephard scopre un uomo di Neandertal ibernato. Trasportato nei laboratori di un ospedale, si scopre che la bassa temperatura ha conservato in vita l'uomo, il quale viene estratto dal ghiaccio per essere sottoposto ad una serie di esperimenti.
All'uomo viene dato il nome Charlie, ma presto la stessa scienza che lo aveva resuscitato decide di sacrificarlo di nuovo in nome della ricerca. Gli scienziati si dividono presto su due fronti distinti, divisi da questioni di natura etica: alcuni vogliono creare un contatto, forse con l'obiettivo di educarlo ad una nuova vita, altri vogliono restituirlo ad un ambiente il più simile possibile a quello in cui è vissuto. Nonostante l'uomo dei ghiacci risponda agli stimoli indotti, entrambi i tentativi falliscono.

## Distribuzione
Il film rimase inedito in Italia fino al 15 aprile 1991, quando venne trasmesso su Italia 1, a mezzanotte e mezzo. Tuttora non è mai stato distribuito in home video in lingua italiana.